# Квоцера, Милан
Милан Квоцера (словац. Milan Kvocera; 1 января 1998, Поважска-Бистрица,Словакия) — словацкий футболист, нападающий клуба «Радомяк».

## Карьера

### Клубная карьера
Милан начал заниматься футболом в юношеской команде «Пухова», в 2013 году он перешёл в молодёжную команду «Тренчина».
24 сентября 2016 года нападающий дебютировал в Фортуна лиге в матче со «Слованом». 27 ноября того же года Квоцера отметился первым забитым мячом.

### В сборной
Милан в составе юношеской сборной Словакии (до 19 лет) принимал участие в матчах отборочного цикла к Чемпионату Европы 2017 в Грузии.